# Satyrus hippolyte
Satyrus hippolyte är en fjärilsart som beskrevs av Eugen Johann Christoph Esper 1784. Satyrus hippolyte ingår i släktet Satyrus och familjen praktfjärilar. Inga underarter finns listade.